# Drosophila linearidentata
Drosophila linearidentata – gatunek muchówki z rodziny wywilżnowatych.
Gatunek ten został opisany w 1989 roku przez Masanoriego J. Todę.
Muchówka o ciele długości od 1,9 do 2,3 mm u samców i od 2 do 2,5 mm u samic. Głowę ma o czole węższym niż połowa jej szerokości i stosunkowo wąskich policzkach, w najszerszym miejscu ich szerokość wynosi średnicę oka, zaś u nasady wibrys 1/10 tej średnicy. Trójkąt oczny ma głównie żółty, tylko w obrębie brzegów przyoczek czarniawy. 9 czarnych, spiczastych ząbków pierwotnych tworzy rządek na surstylusie. W górnej i środkowej części epiandrium występują 3, a w dolnej 11 szczecinek. Część wierzchołkowo-boczna edeagusa jest silnie zesklerotyzowana, a część grzbietowo-przedwierzchołkowa nabrzmiała i zaopatrzona w szczecinki.
Owad znany wyłącznie z Mjanmy, z Rangunu oraz dystryktów Pyin U Lwin i Mandalaj.